# Ван Сяоцянь
Ван Сяоцянь (кит. упр. 王小倩, пиньинь Wáng Xiǎoqiàn; род. 12 декабря 1996) — китайская спортсменка, борец вольного стиля, призёр чемпионата мира 2019 года и чемпионата Азии 2017 года.

## Биография
Родилась в 1996 году. С 2005 года занимается борьбой. В 2014 году впервые приняла участие в международных соревнованиях по женской борьбе в весовой категории до 63 кг.
На чемпионате Азии по борьбе 2017 года в Индии, китайская спортсменка сумела завоевать бронзовую медаль в весовой категории до 63 кг.
На предолимпийском чемпионате мира в Казахстане в 2019 году в весовой категории до 65 кг Ван завоевала бронзовую медаль.